# Даль, Иоганн Сигвальд
Иоганн (Юхан) Сигвальд Даль (нем. Johann Siegwald Dahl; 16 августа 1827[…], Дрезден, Германский союз — 15 июня 1902[…], Дрезден) — немецкий художник норвежского происхождения.

## Биография
Родился в 1827 году в Дрездене в семье известного норвежского художника Иоганна (Юхана) Даля. В семье было девять детей, но до совершеннолетия дожили только Иоганн Сигвальд и Каролина — одна из его сестёр. 
Учился живописи сперва у своего отца а затем в Дрезденской академии художеств в мастерской Иоганна Фридриха Вегенера. После этого Даль-младший отправился в Лондон, где учился у известного анималиста Эдвина Ландсира, затем провёл некоторое время в Париже и лишь после этого счёл своё обучение завершённым. 
После смерти отца, последовавшей в 1857 году, унаследовал коллекцию его работ (далеко не все, так как большинство разумеется были распроданы еще при его жизни), эскизов и рисунков, которую подарил Национальной галерее в Кристиании (Осло) и Картинной галерее в Бергене. 
Постоянно живя в Дрездене, Сигвальд Даль, тем не менее, постоянно посещал Норвегию, а его сестра Каролина вышла замуж за Андерса Булла — мэра Кристиании. 
Как художник, Даль-младший находился под значительным влиянием отца. Он писал пейзажи, зачастую вдохновлённые природой Норвегией, портреты, изображения животных, причём наиболее известен был именно как художник-анималист. 
Среди его учеников был Фердинанд фон Вригт (1822—1906), один из известнейших художников Финляндии.
Работы Сигвальда Даля хранятся, в частности, в музеях Дрездена и Ганновера, а также в частных собраниях.

## Галерея

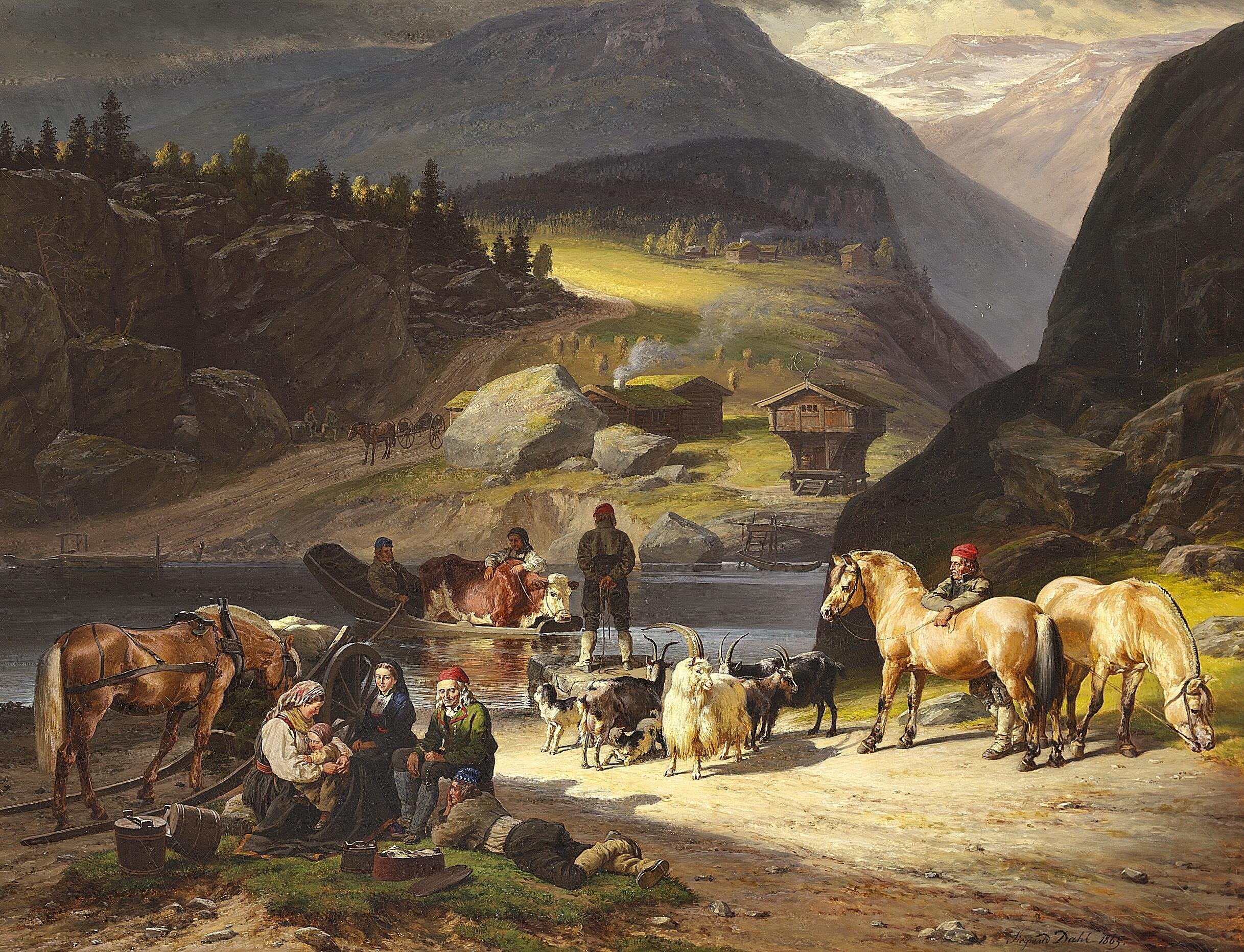
Лодочная переправа через фьорд в Норвегии.
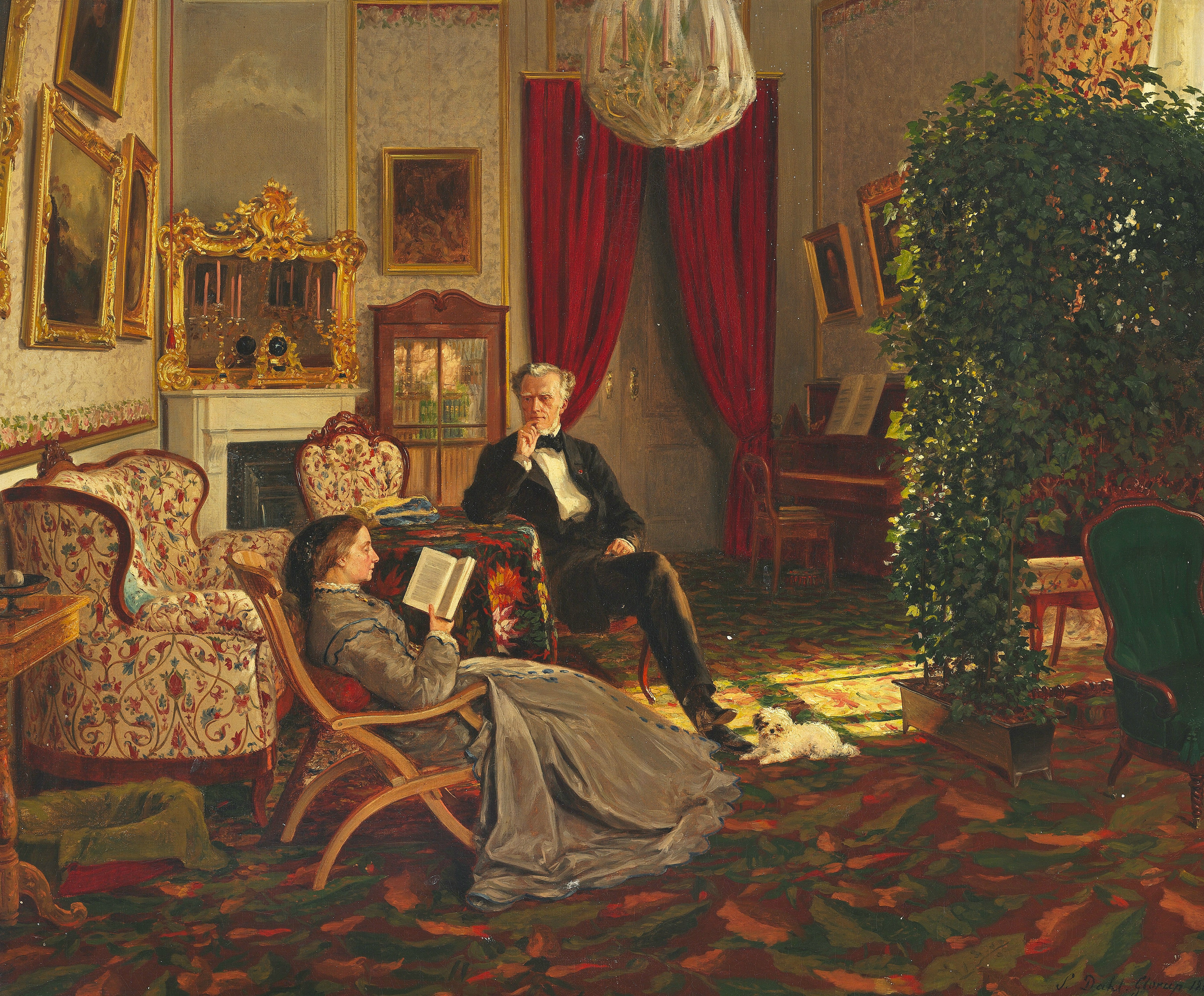
Семейный портрет датского аристократа графа Адама Мольтке (1798—1876) и его супруги Елизаветы, урождённой графини Разумовской (1811—1892) в интерьере замка Глоруп.
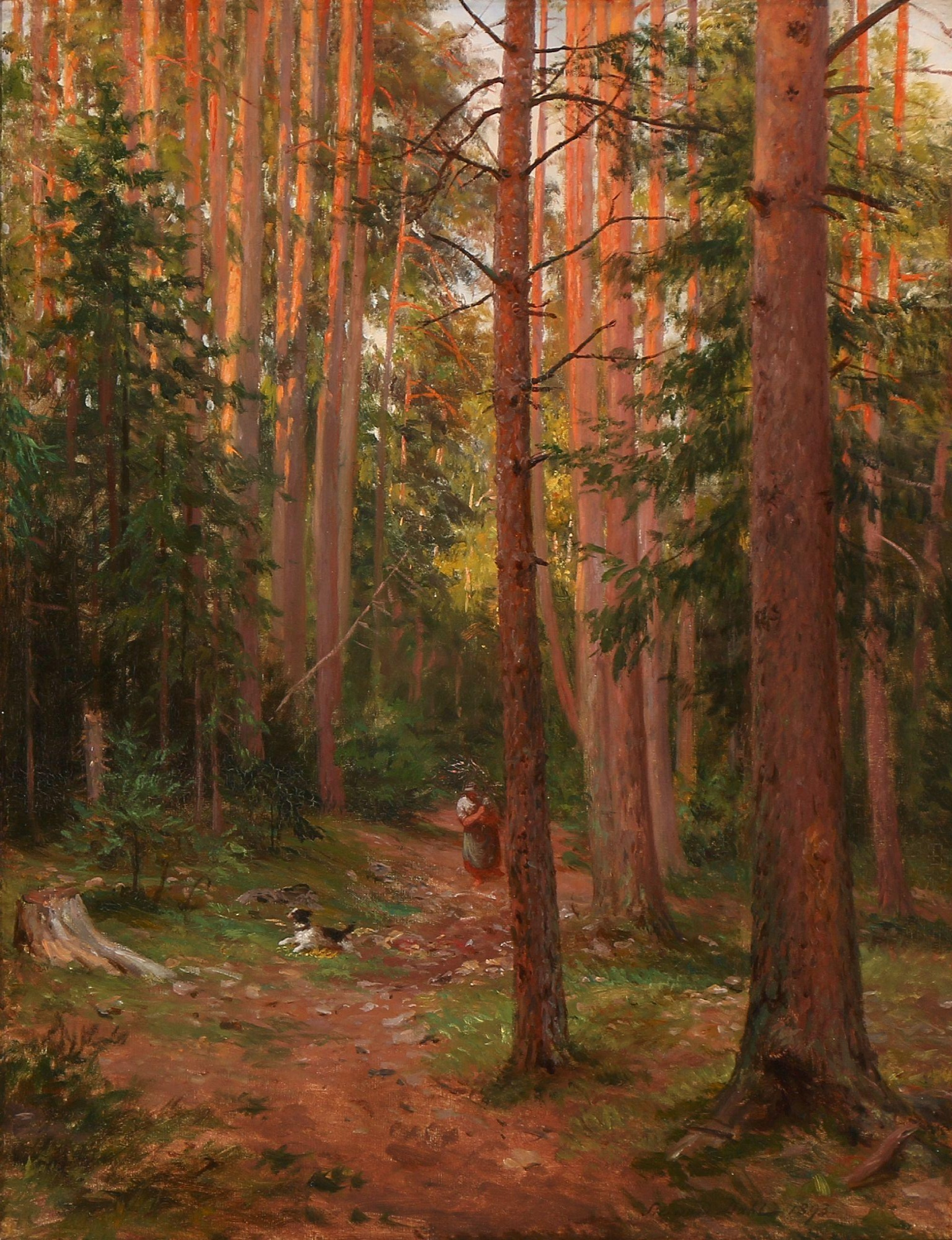
Сосновый лес в вечернем освещении.
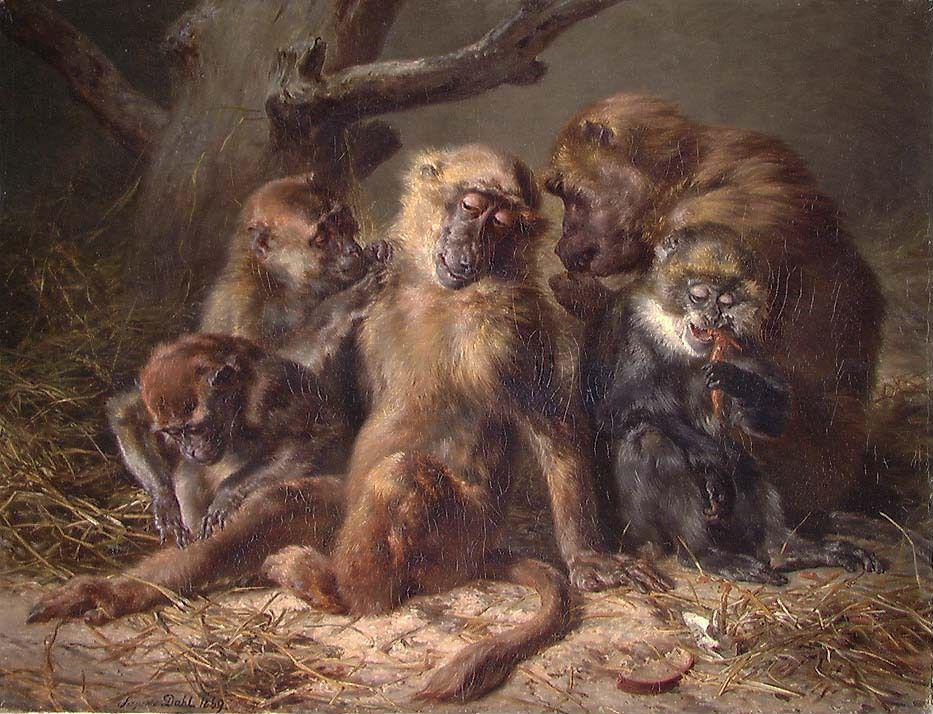
Обезьянки.
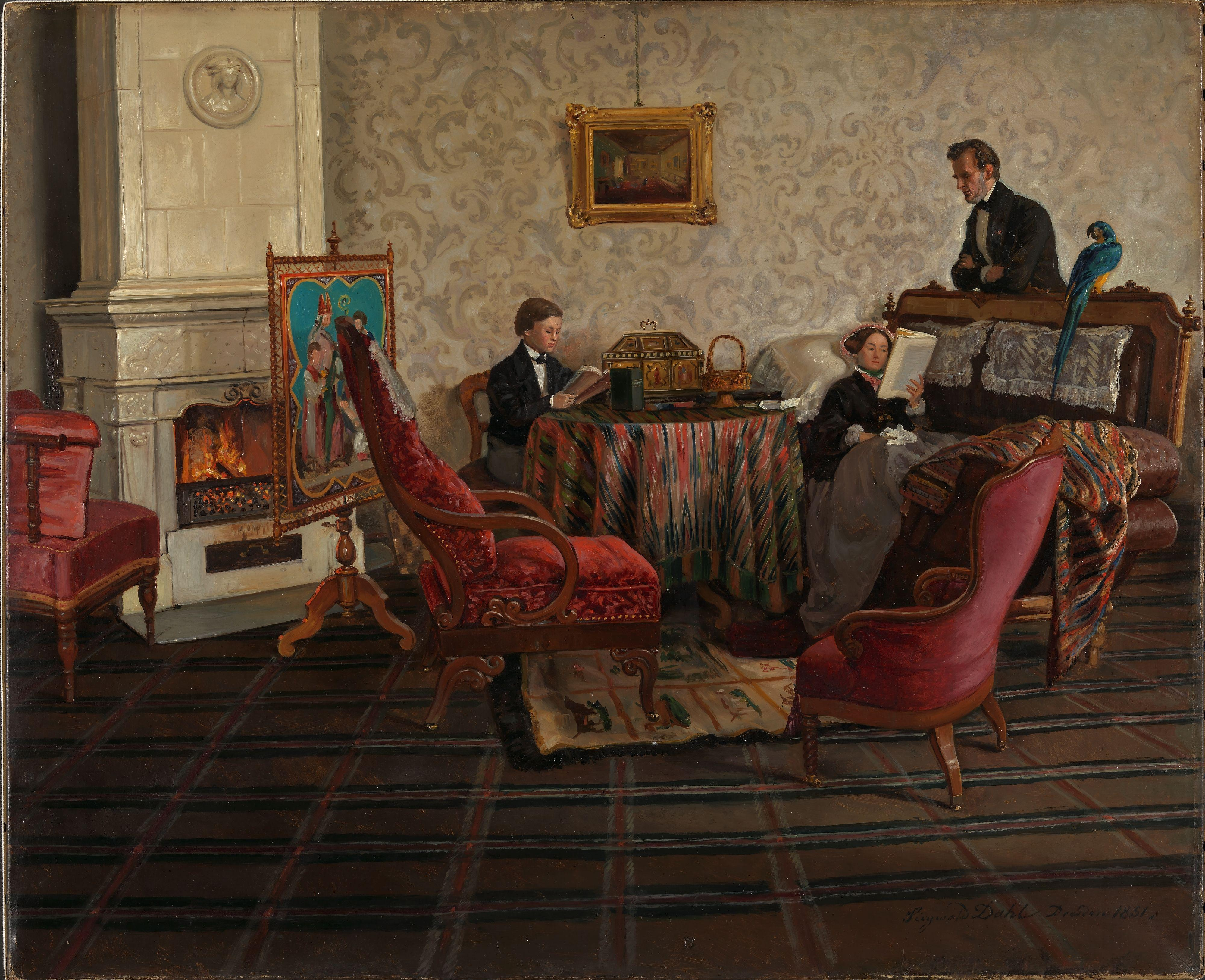
Датский посол в Дрездене (в то время — столица королевства Саксония) с членами семьи.
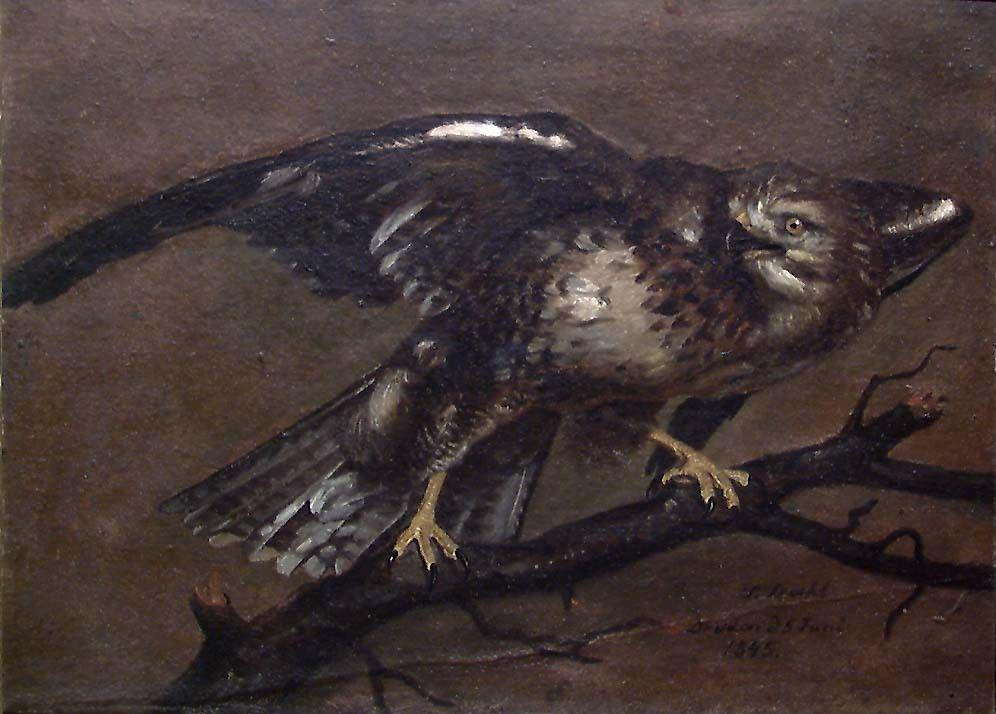
Стервятник.
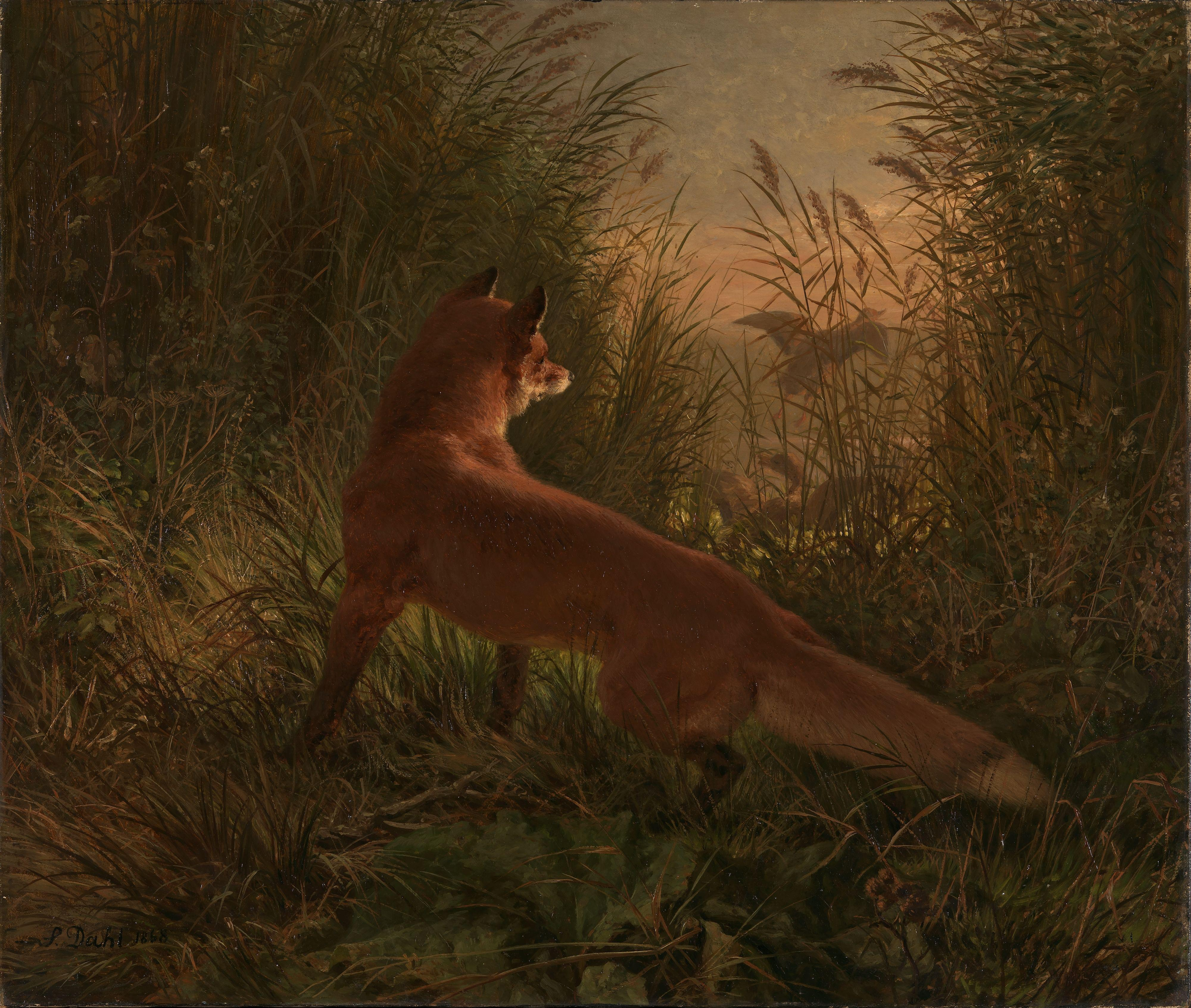
Лиса и утки на болотах.
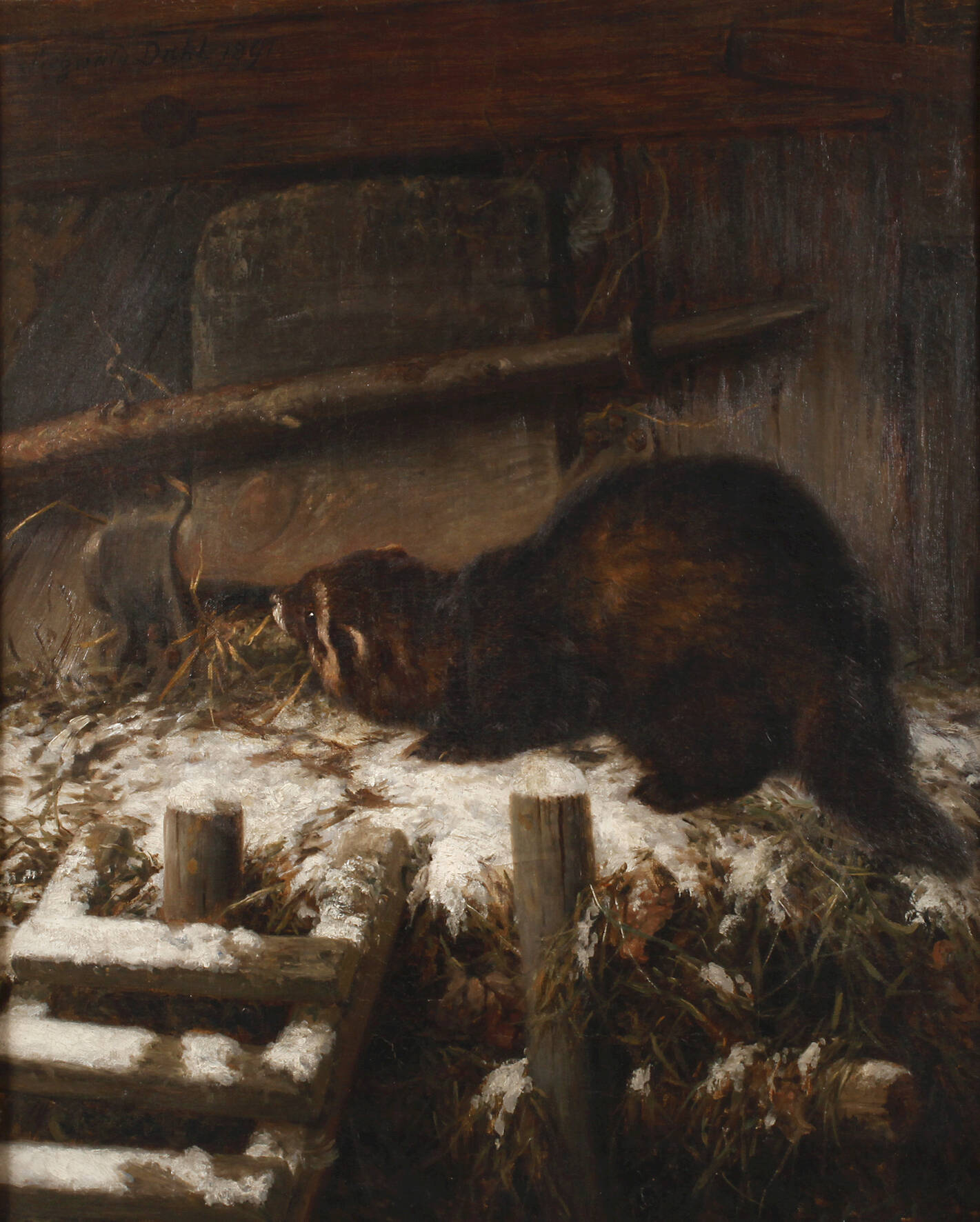
Хорёк
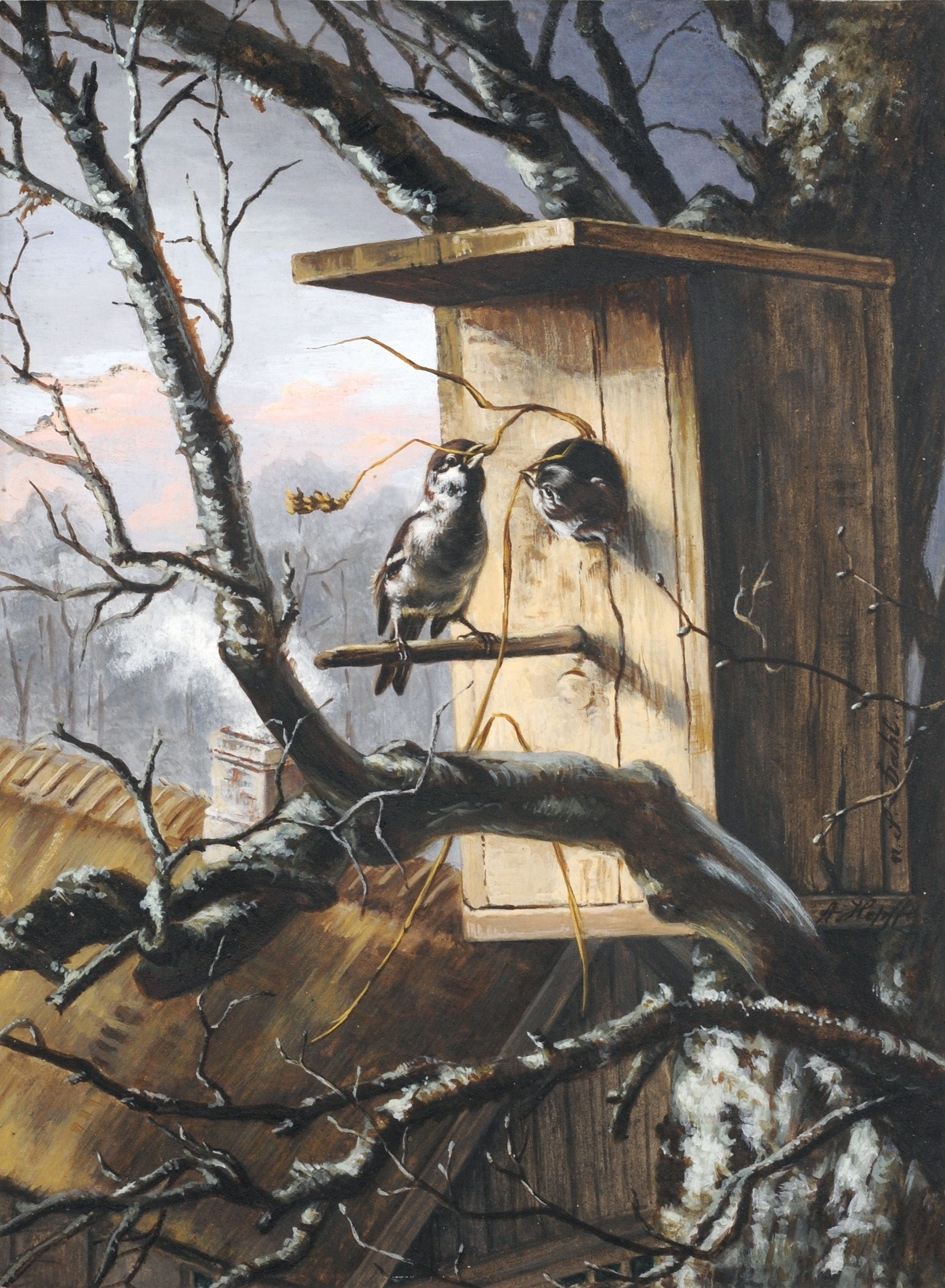
Воробьи
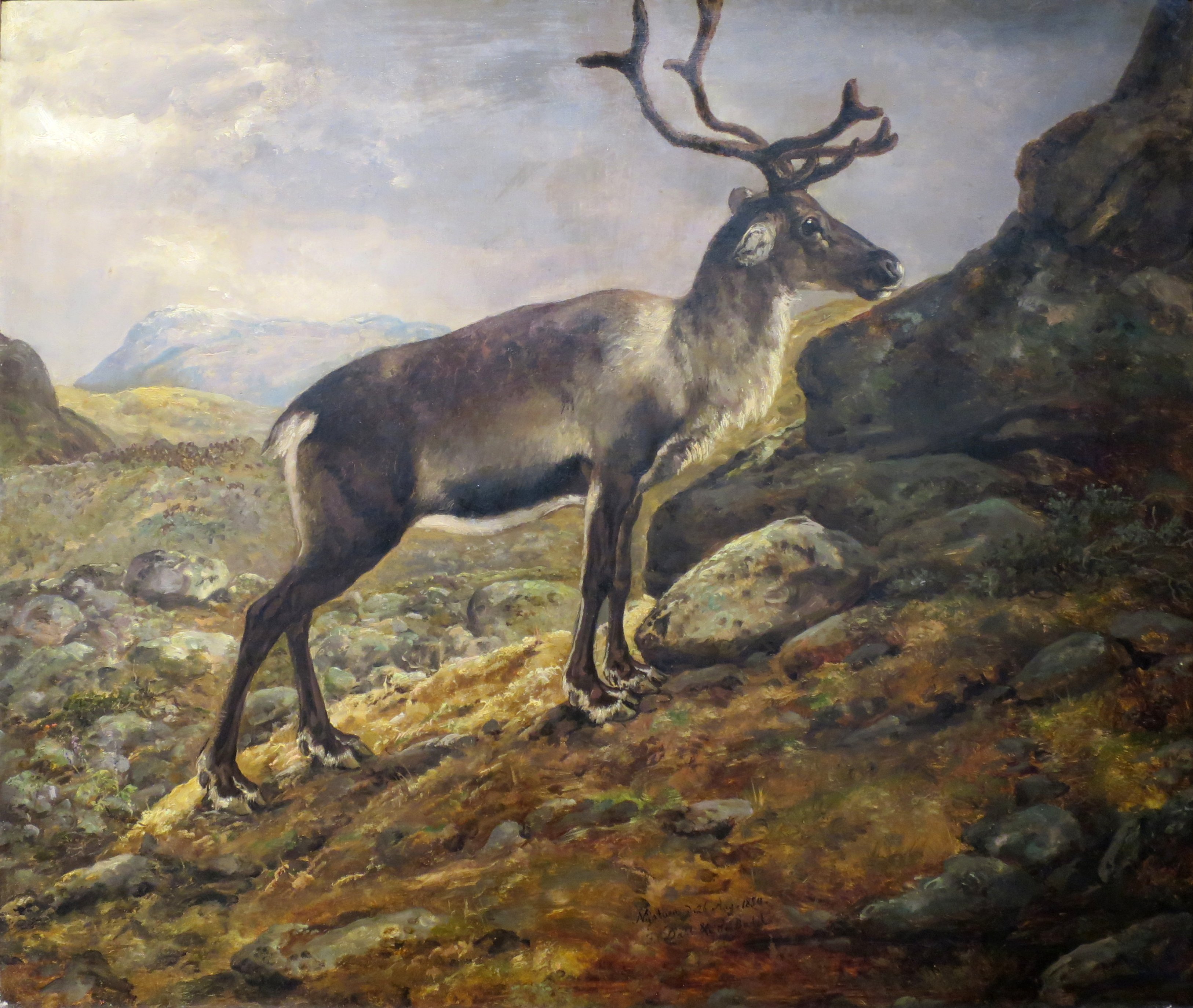
Северный олень.
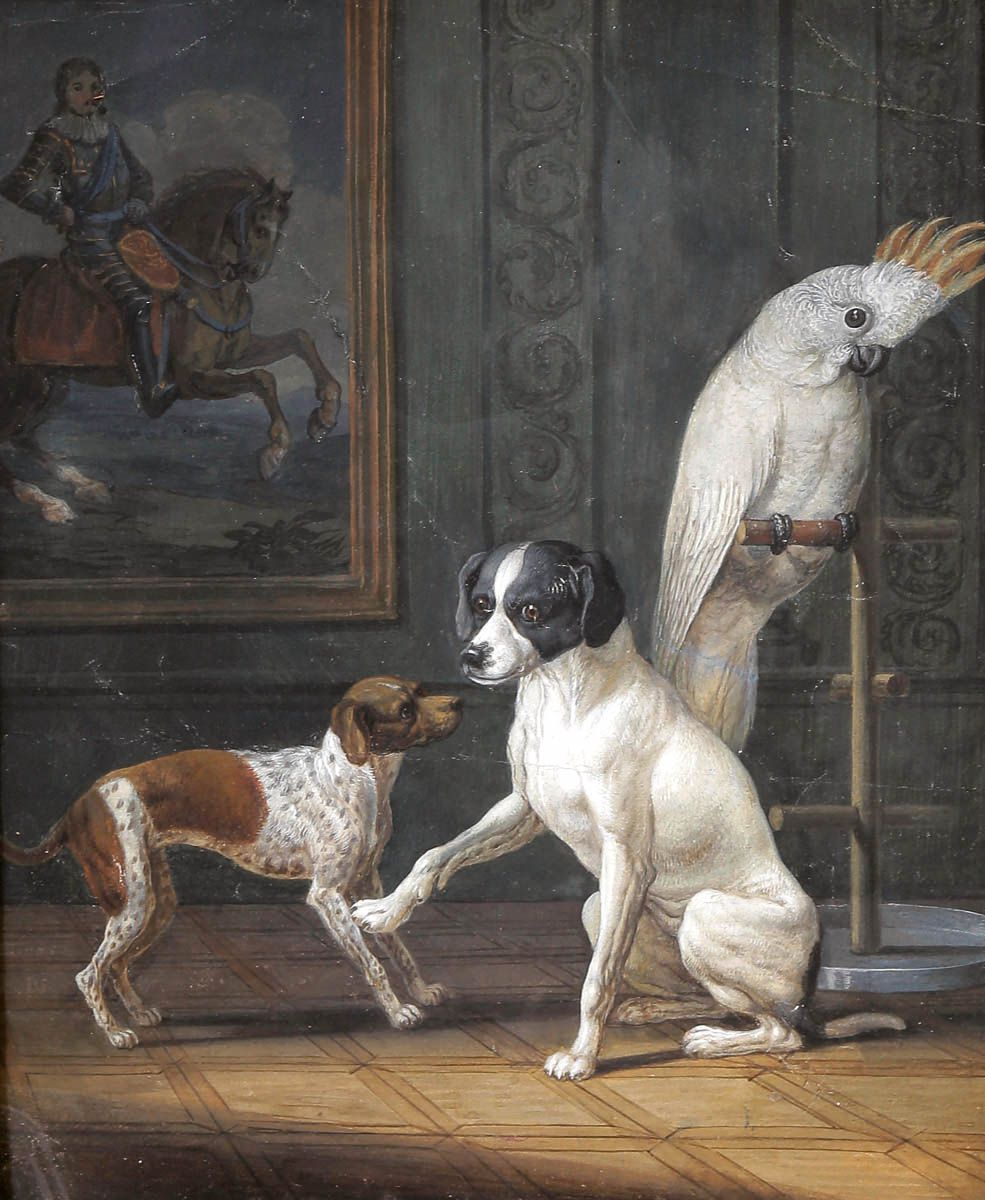
Собаки и попугай.